# Crossandrella
Crossandrella rod žbunovitg bilja i grmova  iz porodice Acanthaceae. Postoje tri priznate vrste u tropskoj Africi
Rod je opisan 1906.

## Vrste
1. Crossandrella adamii Heine
2. Crossandrella cristalensis Champl. & Senterre
3. Crossandrella dusenii (Lindau) S.Moore